# Orthogeomys
Az Orthogeomys az emlősök (Mammalia) osztályának a rágcsálók (Rodentia) rendjébe, ezen belül a tasakospatkány-félék (Geomyidae) családjába tartozó nem.

## Rendszerezés
A nembe az alábbi 3 alnem és 11 faj tartozik:
- Orthogeomys Merriam, 1895
  - Oaxacai-óriástasakospatkány (Orthogeomys cuniculus) Elliot, 1905
  - Orthogeomys grandis Thomas, 1893 - típusfaj
- Heterogeomys Merriam, 1895
  - Orthogeomys hispidus Le Conte, 1852
  - Orthogeomys lanius Elliot, 1905
- Macrogeomys Merriam, 1895
  - Chiriqui-óriástasakospatkány (Orthogeomys cavator) Bangs, 1902
  - Orthogeomys cherriei J. A. Allen, 1893
  - Darien-óriástasakospatkány (Orthogeomys dariensis) Goldman, 1912
  - Orthogeomys heterodus Peters, 1865
  - Orthogeomys matagalpae J. A. Allen, 1910
  - Orthogeomys thaeleri Alberico, 1990
  - Orthogeomys underwoodi Osgood, 1931